# Szóképzés
A szóképzés a szóalkotás egyik módja, amely során egy alapszóhoz a magyar nyelv nyelvészetében képzőnek nevezett toldalék járul, és ilymódon ugyanahhoz vagy más szófajhoz tartozó, új, többé-kevésbé más jelentésű szó jön létre.
Nincs egység nyelvészek között arra vonatkozóan, hogy a nyelvészet melyik ágához tartozik a szóképzés. Egyesek a lexikológiához, mások a nyelvtan alaktani részéhez tartozónak tekintik, megint mások a szóalkotáshoz mint a grammatika vagy a nyelvészet külön ágához tartozónak. Például a román nyelv nyelvészetében általában lexikális módszernek tartják.
A magyar nyelvről szóló munkák között található olyan, például Kiefer (főszerk.) 2006, amelyben a szóképzésről az alaktannal foglalkozó részben is, és a szókészletet kezelőben is van szó. A. Jászó (szerk.) 2007 „Szótan” nevű részében a „Szóalkotás módjai”, amelyben a szóképzésről szóló alfejezet van, egyenlő rangú fejezet a „Szókészlettan”-nal, a „Szófajtan”-nal és a „Szóalaktan”-nal.
A közép-délszláv diarendszerhez tartozó nyelvek nyelvészetében a szóalkotást a grammatika keretében kezelik, amelyben a morfológiával (alaktannal) és a szintaxissal (mondattannal) egyenlő rangú részt képez.
A francia szakirodalomban a szóképzéssel kapcsolatban megtalálható a „lexikális morfológia” megkülönböztetése a „grammatikai morfológiától”.
Az angol nyelvű szakirodalomban van olyan nézet, hogy a szóképzés (derivation) a szóalkotás (word-formation) egyik főága, a másik a flexió (inflection) lévén, és ezek a tág értelemben tekintett morfológiához tartoznak. Crystal 2008 szerint a szóképzéssel ellentétben a flexió nem hoz létre új szót, hanem ugyanannak a szónak a nyelvtani alakját változtatja meg, azonban azt is megjegyzi, hogy nincs világos határ a kettő között, egyes toldalékok elemzésének nehézségét az angol -ly esetével illusztrálva, amely határozószókat alkot melléknevekből, pl. quickly ’gyorsan’, approximately ’hozzávetőlegesen’.
Keszler 2000 is megemlíti, hogy a magyar nyelv nyelvészetében egyesek a -hat/-het toldalékot képzőnek, mások jelnek tartják, egyesek a főnévi igenév -ni toldalékában egyszerűen képzőt, mások jelszerű képzőt látnak, a határozói igenév -va/-ve toldalékát egyesek egyszerűen képzőnek, mások ragszerű képzőnek tekintik. Keszler szerint vannak képzőszerű tulajdonságokat mutató jelek és ragok is, például a -bb fokjel képzőszerű, mivel megelőzi az -ít és az -odik/-edik/-ödik képzőt (nagyobbít, nagyobbodik).

## A képzők helyük szerint
A magyarban és az ebben a szócikkben említett nyelvekben van olyan képző, amelyet szótő vagy más képző mögé illesztenek (utóképző, szuffixum), és olyan, amelyet a szó elé tesznek (előképző, prefixum). Funkcióbeli különbség közöttük az, hogy amíg az előbbi megváltoztathatja az alapszó szófaját, az utóbbi nem teszi ezt egyedül, hanem csak utóképzővel együtt.
A magyar nyelvvel foglalkozó nyelvészeti munkákban szóképzés alatt általában csak utóképzők alkalmazását értik. Példák a magyarból és más nyelvekből: (magyarul) boldog + -ság → boldogság, (angolul) nation ’nemzet’ + -al → national ’nemzeti’, (franciául) malheur ’boldogtalanság’ + -eux → malheureux ’boldogtalan’, (románul) a munci ’dolgozni’ + -tor → muncitor ’munkás’, (horvátul) star ’öreg’ + -ac ’öregember’.
Az utóképzőt többnyire tőszóhoz (olvasgat), képzett szóhoz (jajgatózik), egyszerű vagy összetett szóhoz (eszmélődik, menyasszonykodik) adják. A magyarban ritkábban képzőt cserélnek olyan szótő után, mely nem létezik önálló szóként: repül, repdes, repked. Más nyelvekben ez gyakoribb: (franciául) traction ’vontatás’ → tracter ’vontatni’.
Más nyelvekkel foglalkozó munkákban a latin derivatio-ból származó terminusok alatt úgy utóképzők, mint előképzők alkalmazását értik. Példák az utóbbiakra: (angolul) un- + happy ’boldog’ → unhappy ’boldogtalan’, (franciául) re- + faire ’csinálni’ → refaire ’újracsinálni’, (románul) răz- + a gândi ’gondolni’ → a se răzgândi ’meggondolni magát’, (horvátul) naj- + ljepši ’szebb’ → najljepši ’legszebb’, pot- + pisati ’írni’ → potpisati ’aláírni’. Bár nem kezelik a szóképzés keretében, a magyar igekötő is „képzőkre emlékeztetően módosítja vagy változtatja meg a jelentést (pl. becsap, megszólal, rászed)”. Előképző-cseréről is lehet szó önálló szóként nem használt szótő esetében: (románul) a închide ’bezárni’, a deschide ’kinyitni’.
Olykor új szó úgy képződik, hogy egyszerre adnak hozzá meglévő szóhoz előképzőt és utóképzőt. A kettő együttesét cirkumfixumnak vagy ambifixumnak nevezik: (franciául) in- + user ’használni’ töve + -able → inusable ’elhasználhatatlan’, (románul) în- + dulce ’édes’ + -i → a îndulci ’édesíteni’, (horvátul) bez- + voda ’víz’ + -an → bezvodan ’víztelen’.
Egyes nyelvek nyelvészetében az elvonást is a szóképzés keretében kezelik. Erre utal elnevezése is, (franciául) dérivation régressive, (románul) derivare regresivă, mely használata a tulajdonképpeni szóképzés dérivation progressive, derivare progresivă elnevezését hozza magával.

## A képzők eredete
A képző lehet egyrészt egy bizonyos nyelven belül keletkezett, vagy abból a más nyelvből örökölt, amelyikből az adott nyelv származik, másrészt jövevény. Például az újlatin nyelvekben vannak a latinból örökölt és a nyelvek kifejlődése után a latinból átvett utó- és előképzők. Olykor a latin képző megvan úgy örökölt, mint átvett alakban. Például a latin dis- megvan a franciában a se déshabiller ’vetkőzni’ szóban örökölt alakban, és a disparaître ’eltűnni’ szóban jövevényként. A latin -tas képzőt a román -tate alakban örökölte (pl. răutate ’rosszaság’), az -ismus-t pedig nemcsak jövevényszavakkal együtt vette át, hanem román szavakhoz is hozzáadja: țăran ’paraszt’ + -ism → țărănism ’parasztpárti ideológia’.
Kisebb mértékben ugyan, de a magyarban is vannak jövevény képzők, például a szláv eredetű -nok/-nök (bajnok) a dalnok, főnök képzője, vagy a latin -ista (humanista) az egyetemista szóé.
A magyarra inkább az örökölt és a nyelvben alkotott képzők a jellemzők. Csak az újabbakban ismerhető fel az eredeti szó. Például a fajta főnévből képző lett egy olyan szóban, mint jófajta. Példa a vulgáris latinból a mens ’ész’ szó mente határozói esetű alakjából lett képző, mely mindmáig határozószókat képez melléknevekből a franciában és más nyugati újlatin nyelvekben: (franciául) lent ’lassú’ + -ment → lentement ’lassan’.
Az előképzők többnyire elöljárószókból származnak. Az újlatin nyelvekben legtöbbjük csak a latinban volt az. Máig elöljáró is, és előképző is például a latin in ’-ban/-ben, -ba/-be’ elöljáróból származó: (franciául) en + fermer ’zárni’ → enfermer ’bezárni (valamibe)’, (románul) în + groapă ’gödör’ + -a → a îngropa ’elásni, elföldelni’. A közép-délszláv diarendszer nyelveiben többnek van meg a két funkciója: (horvátul) iz ’-ból/-ből’ + baciti ’dobni’ → izbaciti ’kidobni’, od ’-tól/-től’ + maknuti ’mozdítani’ → odmaknuti ’elmozdítani’. Ezekben is vannak jövevény előképzők: ultrazvuk ’ultrahang’.

## A képzők termékenysége és gyakorisága
Vannak termékeny képzők, azaz olyanok, amelyekkel a mai nyelvben is alakulnak új szavak. Ilyenek a magyarban például a -gat/-get (szólítgat, cserélget) és az -ás/-és (privatizálás, menedzselés) képzők.
A nem termékeny képzőkkel nem alakulnak új származékok. Példa ilyenre a -dos/-des/-dös képző: rugdos, nyeldes, bökdös.
A termékeny képzők többnyire gyakoriak is (pl. -gat/-get), de lehetnek viszonylag ritkák is, pl. -ékony/-ékeny (rebbenékeny). Ugyanakkor vannak nem termékeny, de viszonylag sok aktuális szóban jelen levő képzők, pl. -an/-en (csattan, szökken).

## A szóképzés az alapszó és a származékszó szófaja szerint
A szóképzés lehet szófajtartó, szófajváltó és szófajjelölő.
Szófajtartó képzés lehetséges úgy utóképzőkkel, mint előképzőkkel. Az utóbbiak csak szófajtartók, ha nem utóképzővel együtt használják őket. Ilyen szóképzéssel alkotható:
- igéből ige: (magyarul) szeret → szerethet,[29] (franciául) boir ’inni’ → buvoter ’iszogatni’,[30] saler ’sózni’ → dessaler ’sótalanítani’,[21] (románul) a săra ’sózni’ → a desăra ’sótalanítani’,[31] (horvátul) kašljati ’köhögni’ → kašljucati ’köhécselni’;[32]
- főnévből főnév: (magyarul) csillag → csillagzat,[29] (franciául) banane ’banán’ → bananier ’banánfa’,[33] succès ’siker’ → insuccès ’kudarc’,[34] (románul) cizmă ’csizma’ → cizmar ’csizmadia, cipész’, moș ’öregember’ → strămoș ’ős’,[13] (horvátul) bačva ’hordó’ → bačvar ’kádár’;[35]
- melléknévből melléknév: (magyarul) barna → barnás,[36] (franciául) vert ’zöld’ → verdâtre ’zöldes’,[37] religieux ’vallásos’ → areligieux ’vallástalan’,[21] (románul) cald ’meleg’ → călduț ’melegecske’,[38] cinstit ’tisztességes’ → necinstit ’tisztességtelen’,[31] (horvátul) plav ’kék’ → plavičast ’kékes’;[39]
- határozószóból határozószó: (románul) bine ’jól’ → binișor ’jócskán’;[38]
- tőszámnévből másféle számnév: (magyarul) hat → hatod, hatodik,[40] (franciául) trois ’három’ → troisième ’harmad, harmadik’,[41] (románul) doi ’kettő’ → doime ’ketted’,[38] (horvátul) deset ’tíz’ → deseti ’tizedik’.[42]

Szófajváltó képzés lehetséges utóképzővel vagy előképzővel és utóképzővel egyszerre. Ilyképpen keletkezhet:
- főnévből ige: (magyarul) vaj → vajaz,[43] (franciául) zigzag ’cikcakk’ → zigzaguer ’ide-oda támolyogni’,[44] (románul) chin ’kín’ → a chinui ’kínozni’,[38] (horvátul) komad ’darab’ → komadati ’darabolni’;[45]
- melléknévből ige: (magyarul) piros → piroslik,[43] (franciául) rouge ’piros’ → rougeoyer ’piroslani’,[44] (románul) trist ’szomorú’ → a întrista ’(el)szomorítani’,[13] (horvátul) star ’öreg’ → starjeti ’öregedni’;[46]
- határozószóból ige: (magyarul) távol → távolít,[43] (franciául) bis ’kétszer’ → bisser ’újrázni’,[33] (románul) departe ’messze’ → a depărta ’arrébb tenni/vinni’,[47] (horvátul) nazad ’hátra’ → nazadovati ’hátrálni’;[46]
- indulatszóból vagy hangutánzó szóból ige: (magyarul) jaj → jajgat,[1] (franciául) miaou → miauler ’nyávogni’,[48] (románul) vai ’jaj’ → a se văicări ’jajgatni’[49] (horvátul) muuu → mukati ’bőgni’ (szarvasmarha);[46]
- igéből főnév: (magyarul) privatizál → privatizálás,[50] (franciául) chercher ’keres, kutat’ → chercheur ’kutató’,[44] (románul) a sări ’ugrani’ → săritură ’ugrás’,[13] (horvátul) čitati ’olvasni’ → čitatelj ’olvasó’;[35]
- igéből melléknév: (magyarul) rág → rágós,[51] (franciául) discuter ’vitatni’ → discutable ’vitatható’,[52] (románul) a mânca ’enni’ → mâncabil ’ehető’,[13] (horvátul) djeliti ’(szét)osztani’ → djeljiv ’(szét)osztható’;[53]
- főnévből melléknév: (magyarul) város → városi,[36] (franciául) crasse ’kosz’ → crasseux ’koszos’,[44] (románul) durere ’fájdalom’ → dureros ’fájó, fájdalmas’,[38] (horvátul) grad ’város’ → gradski ’városi’;[54]
- határozószóból főnév: (magyarul) együtt → együttes,[40] (franciául) vite ’gyorsan’ → vitesse ’gyorsaság, sebesség’[55] (románul) repede ’gyorsan’ → repeziciune ’gyorsaság’;[56]
- határozószóból melléknév: (magyarul) hátul → hátulsó,[40] (horvátul) jučer ’tegnap’ → jučerašnji ’tegnapi’;[57]
- melléknévből határozószó: (magyarul) vidám → vidáman,[58] (franciául) lent ’lassú’ → lentement ’lassan’;[24]
- főnévből határozószó: (magyarul) olasz → olaszul,[58] (franciául) diable ’ördög’ → diablement ’ördögien’,[59] (románul) bărbat ’férfi’ → bărbătește ’férfiasan’.[38]

Egyes magyar grammatikákban a fenti két utolsó esetben nem névszóból képzett határozószóról van szó, hanem ragos, határozói funkciójú melléknévről.
Magyar grammatikákban igéből igenév képzéséről is van szó: látni, alvó, zárt, megírandó, ázva. Más nyelvek grammatikáiban az igenevek szuffixumai magyar nyelvészeti szakszóval jeleknek számítanak. Csupán a főnévi igenév jele ugyanakkor utóképző is, amikor más szófajból képez igét. A magyarral kapcsolatban Kiefer 2006 szerint is az igenevek toldalékainak a képző volta nem egyértelmű.
Az előbbi két kategórián kívül csupán szófajjelölő képzés is van, nem egy bizonyos szófajhoz tartozó alapszóból, hanem olyan tőből, mely nem létezik önálló szóként: turbékol, gerjed, támasz.
Egyes képzők több szófajhoz tartozó szóhoz járulhatnak. Például a magyarban a -tlan/-tlen, -atlan/-etlen, -talan/-telen képzők hozzáadhatók melléknévhez, főnévhez és igéhez is: bátortalan, örömtelen, tehetetlen. A franciában például a főnévi igenév képzője hozzáadható főnévhez, melléknévhez, határozószóhoz és indulatszóhoz vagy hangutánzó szóhoz is: zigzag ’cikcakk’ → zigzaguer ’ide-oda támolyogni’, rouge ’piros’ → rougir ’vörösödni, pirosítani’, bis ’kétszer’ → bisser ’újrázni’, miaou → miauler ’nyávogni’.
Egyazon szótő többféle képzőt is kaphat. Például a szem szóból különböző jelentéseitől függően olyan származékok léteznek, mint: szemcse, szemecske, szemelget, szemereg, szemerkél, szemes, szemez, szemlél, szemölcs stb. Másrészt a szavakat tovább lehet képezni. Példa viszonylag komplex képzésre: ad + -at → adat + -ol → adatol + -hat → adatolhat + -atlan → adatolhatatlan + -ság → adatolhatatlanság.

## A képzők jelentése
A képzők nagyon sok jelentésárnyalatot vagy jelentést hordoznak az alapszóhoz viszonyítva. Például a főnév- és melléknévképzők között vannak olyanok, melyek kifejeznek:
- elvont fogalmat: szépség;
- kicsiséget: könyvecske;
- foglalkozást: órás;
- cselekvés nevét: olvasás;
- cselekvés eredményét: bemélyedés;
- cselekvőt: a levél írója;
- eszközt: evező;[64]
- együttest: (franciául) hêtre ’bükk’ → hêtraie ’bükkfaerdő, bükkös’;[33]
- helyet: (románul) fier ’vas’ → fierărie ’kovácsműhely’, trifoi ’lóhere’ → trifoiște ’lóherével bevetett hely, lóherés’;[38]
- nőnemű/hímnemű személynevet vagy nőstény/hím állatnevet (a nyelvtani nem kategóriájával rendelkező nyelvekben): (horvátul) zubar ’fogorvos, fogász’ → zubarica ’fogorvosnő, fogásznő’, lisica ’(nőstény) róka’ → lisac ’(hím) róka’;[65]
- családnevet: (románul) Oprescu;[38]
- nagyságot: (horvátul) komad ’darab’ → komadina ’nagy darab’;[66]
- pejoratív jelentést: (franciául) riche ’gazdag’ → richard ’gazdag’ (megvetést beleértő);[33]
- melioratív (jobbító, olykor pejoratív jelleget enyhítő) jelentést: (románul) prost ’buta’ → prostuț ’butácska’.[38]

Az előképzők között van:
- fosztó: (franciául) apesanteur ’súlytalanság’;[21]
- tagadó: (horvátul) neizrečen ’ki nem mondott, kimondatlan’[67]
- iteratív (ismétlést kifejező): (románul) realege ’újraválasztani’;[31]
- kicsinyítő: (horvátul) sulud ’bolondos’;[68]
- nagyobbító: (horvátul) prebogat ’dúsgazdag’, hipermoderan ’hipermodern’;[68]
- előzetességet kifejező: (franciául) prédire ’előre megmondani, megjósolni’.[69]

Más szemantikai szempontból a képzőket négy osztályba lehet csoportosítani: többjelentésűek, homonimák, szinonimák és ellentétes jelentésűek.
Többjelentésű például a -z igeképző. Olyan jelentéseket ad igéknek, mint „az alapszóban megnevezett dologgal végez valamit” (grillez), „az alapszóban megnevezett dologgal ellát” (programoz), „az alapszóban megnevezett dologgal muzsikál” (szintetizátorozik), „az alapszóban megnevezett dolgon megy, utazik” (szörföz), „az alapszóban megnevezett dolgot fogyasztja” (hamburgerezik), „az alapszóban megnevezett dologban részt vesz” (diszkózik) stb.
Nem tévesztendő össze az ilyen képző homonim, azaz azonos alakú, de más-másféle szófajú szóhoz járuló és más-más jelentésű képzőkkel. Például van az igéből műveltető igét képző -at/-et (írat), és az ugyanolyan alakú igéből főnevet képző: irat.
Vannak szinonim, azaz egyazon jelentésű képzők is, bár általában nem lehet akármelyiket egyazon alapszóhoz hozzáadni. Például a cselekvés eredményét kifejezhetik a következő képzők: -ás/-és (intézkedés), -at/-et (akarat), -mány/-mény (hirdetmény), -vány/-vény (beadvány), -alom/-elem (győzelem). Példa olyan szóra, amelyből két szinonim képzővel keletkeztek szavak a francia dédouaner ’vámkezelni’ → dédouanage és dédouanement ’vámkezelés’.
Ellentétes jelentésű képzők például a valamivel való ellátottságot kifejező -s (szerencsés) és a valamitől való megfosztottságot jelölő -tlan/-tlen, -atlan/-etlen, -talan/-telen (szerencsétlen).

## Kapcsolódó szócikk
- Szóképzés a magyar nyelvben